# Gunung Kareueng Rhieng
Gunung Kareueng Rhieng är ett berg i Indonesien.   Det ligger i provinsen Aceh, i den västra delen av landet, 1 700 km nordväst om huvudstaden Jakarta. Toppen på Gunung Kareueng Rhieng är 1 839 meter över havet, eller 54 meter över den omgivande terrängen. Bredden vid basen är 0,29 km.
Terrängen runt Gunung Kareueng Rhieng är bergig västerut, men österut är den kuperad.Runt Gunung Kareueng Rhieng är det ganska glesbefolkat, med 23 invånare per kvadratkilometer. Närmaste större samhälle är Reuleuet, 16,9 km norr om Gunung Kareueng Rhieng. I omgivningarna runt Gunung Kareueng Rhieng växer i huvudsak städsegrön lövskog.